# Marsigliana Nera
Marsigliana oder Marsigliana Nera ist eine Rotweinsorte die in der italienischen Region Kalabrien kultiviert wird. Sie ist zum Beispiel im DOC-Wein Lamezia enthalten. Anfang der 1990er Jahre wurde eine bestockte Rebfläche von 106 Hektar erhoben. Kleinere Bestände sind auch in Tunesien bekannt.
Marsigliana Nera wurde in der Vergangenheit häufig mit der ebenfalls in Kalabrien angebauten rote Sorte Greco Nero verwechselt.
Es gibt auch eine weiße Rebsorte namens Marsigliana Bianca. Dabei handelt es sich aber in Sizilien meist um ein Synonym für die Sorte Regina.

## Synonyme
Marsigliana Nera ist auch unter den Synonymen oder Spielarten Marcigliana, Marsigliana di Calabria, Marsagliana di Sicilia, Marsigliana Niuro, Uva Greca und Vinciguerra bekannt.